# Magnus Palmstierna
Magnus Magnusson Palmstierna (tidigare Schiller), född 16 maj 1666 i Stockholm, död 16 juni 1716 i Växjö, var en svensk ämbetsman.

## Biografi
Magnus Palmstierna föddes 1666 i Stockholm. Han var son till häradshövdingen Magnus Danielsson Schiller och Christina Maria Trost. Han blev 12 januari 1700 assessor i Göta hovrätt och 6 februari 1707 lagman i Skånska lagsagan. Palmstierna avled 1716 i Växjö och begravdes i Forssa kyrka.
Palmstierna ägde Sonstorps herrgård i Hällestads socken.

### Familj
Palmlstierna gifte sig 1694 med Brita Margareta von Preutz (1674–1750). Hon var dotter till kommerserådet Niklas von Preutz och Catharina Sviring. De fick tillsammans barnen Eva Christina Palmstierna (1695–1743) som var gift med majoren Henric Gutzloff von Segebaden, friherren Nils Palmstierna (1696–1766), Catharina Margareta Palmstierna (1697–1791) som var gift med kaptenen Carl von Ehrenclou, Charlotta Palmsterina (1699–1745) som var gift med kaptenen Carl Cronhielm, Christina Ebba Palmstierna (1700–1700) och Carl Fredrik Palmstierna (1703–1721).